# Centuries of Torment: The First 20 Years
Centuries of Torment: The First 20 Years es un documental en DVD de tres discos realizado por Cannibal Corpse, publicado en 2008. Contiene un documental de tres horas sobre la historia de la banda y varias actuaciones de conciertos como características adicionales, fue lanzado el 8 de julio en EE. UU. y 14 de julio en Europa. Este DVD también ha sido certificado disco de platino en Canadá.

## Disco uno

### Historia de Cannibal Corpse

#### 1987–1995
- Intro
- Demo
- Eaten Back to Life
- Butchered at Birth
- Tomb of the Mutilated
- The Bleeding

#### 1996–2007
- Vile
- Gallery of Suicide
- Bloodthirst
- Gore Obsessed
- The Wretched Spawn
- Kill

## Disco dos

### Presentaciones de Cannibal Corpse

#### With Full Force 2007 (Löbnitz, Germany)
1. Unleashing the Bloodthirsty
2. Murder Worship
3. Disposal of the Body

#### Toronto 2006
1. The Time To Kill Is Now
2. Disfigured
3. Death Walking Terror
4. Covered With Sores
5. Born In A Casket
6. I Cum Blood
7. Decency Defied
8. Make Them Suffer
9. Dormant Bodies Bursting
10. Five Nails Through The Neck
11. Devoured by Vermin
12. Hammer Smashed Face
13. Stripped, Raped and Strangled

#### Party San 2005
1. Puncture Wound Massacre
2. Sentenced To Burn
3. Fucked With A Knife
4. Psychotic Precision
5. Pulverized
6. Pounded Into Dust
7. The Wretched Spawn

#### New York 2000
1. The Spine Splitter
2. Dead Human Collection

#### Jacksonville 1996
1. Mummified In Barbed Wire

#### Nashville 1994
1. Entrails Ripped From A Virgin's Cunt
2. Pulverized

#### Buffalo 1989
1. Shredded Humans
2. Rotting Head

#### Vídeos musicales
- Staring Through The Eyes Of The Dead
- Devoured By Vermin
- Sentenced To Burn
- Decency Defied
- Death Walking Terror
- Make Them Suffer
- Stripped, Raped And Strangled 2007 (con Trevor Strnad de The Black Dahlia Murder)

## Disco tres

### Bonos
- Compelled To Illustrate
- Every Ban Broken
- Covered With Ink
- Maniacal Merch
- Relentless Touring
- Word Infested
- Sickening Metalocalypse
- Diverse Offerings
- Staring Through the Eyes of the Band
- Kill Crane

## Línea de la banda
Miembros actuales
- George "Corpsegrinder" Fisher - vocalista (1995–presente)
- Pat O'Brien - guitarrista (1997–presente)
- Rob Barrett - guitarrista (1993–1997, 2005–presente)
- Alex Webster - Bajo eléctrico (1988–presente)
- Paul Mazurkiewicz - baterista (1988–presente)

Miembros anteriores
- Chris Barnes - vocalista (1988–1995)
- Bob Rusay - guitarrista (1988–1993)
- Jack Owen - guitarrista (1988–2004)
- Jeremy Turner - guitarrista (2004–2005)

## Especificaciones
- Estudio: Metal Blade
- Relación de aspecto: 4:3 Fullscreen[1]
- Formato: Best of, Box set, Color, DVD-Video, NTSC[1]
- Idioma: Inglés[1]